# زدنکو اوزوریناس
زدنکو اوزوریناس (انگلیسی: Zdenko Uzorinac؛ ۱۹۲۹ – ۲۰۰۵) یک بازیکن تنیس روی میز بود. 
وی در مسابقات کشوری و بین‌المللی در مجموع برنده ۱ مدال برنز شده‌است.